# Heiger Ostertag
Heiger Ostertag (* 30. August 1953 in Itzehoe) ist ein deutscher Offizier, Historiker, Gymnasiallehrer und Schriftsteller.

## Leben
Nach dem Abitur trat Ostertag in die Luftwaffe der Bundeswehr ein und absolvierte dort die Offiziers- und eine Flugausbildung; sein letzter Dienstgrad war Oberstleutnant.
Im Anschluss absolvierte Ostertag an der Albert-Ludwigs-Universität Freiburg ein Magisterstudium mit den Fächern Skandinavistik, Germanistik und Geschichte. Es folgte ein Referendariat. 1989 wurde er mit der durch Hans Fenske geförderten Dissertation Bildung, Ausbildung und Erziehung. Eliteideal, Anspruch und Wirklichkeit im Offizierkorps im Kaiserreich 1871–1918 zum Dr. phil. promoviert.
In den Folgejahren arbeitete er als Dozent für Geschichte in München, sowie als wissenschaftlicher Mitarbeiter am Militärgeschichtlichen Forschungsamt (MGFA) in Freiburg im Breisgau.
1993 wurde er Lehrer an Waldorfschulen. Ab 1996 unterrichtete er zudem parallel an Heilbronner und Stuttgarter Gymnasien und an der PH Schwäbisch Gmünd.
Seit Ende der 1980er Jahre ist Ostertag als Autor tätig. Bisher erschienen von ihm über 30 Romane. Der Schriftsteller ist zweiter Vorsitzender in der Autorenvereinigung Gruppe 48. Dort ist er ebenfalls als Juror und Pressereferent sowie als Herausgeber der Vereinsanthologien tätig. 2011 und 2012 war er Juror beim Friedrich-Glauser-Preis (Krimipreis).
Nach einigen Jahren in Berlin-Prenzlauer Berg wohnt Heiger Ostertag wieder in Süddeutschland.

## Werke (Auswahl)

### Belletristik
- Flugschar. Erzählung. Fischer, Aachen 1991, ISBN 3-927854-08-5.
- Fallender Schatten. Roman. [Kriminalroman]. SWB, Stuttgart 2005, ISBN 3-938719-02-8.
- Fliehende Zeit. Roman. SWB, Stuttgart 2006, ISBN 3-938719-08-7.
- Was bleibt. Die Reise des Jusup W. SWB, Stuttgart 2007, ISBN 978-3-938719-84-8.
- Fließende Nebel. [Kriminalroman]. SWB, Stuttgart 2007, ISBN 978-3-938719-04-6.
- Ein tiefes Blau Berlin. SWB, Stuttgart 2008, ISBN 978-3-938719-71-8.
- Nicht ohne Leoni. Der Fall. [Roman]. SWB, Stuttgart 2008, ISBN 978-3-938719-72-5.
- Rot ist tot. [Mord im Leonhardsviertel. Ein Stuttgart-Krimi]. SWB, Stuttgart 2009, ISBN 978-3-938719-16-9.
- Tod im Sud. Ein Aalenkrimi. SWB, Stuttgart 2009, ISBN 978-3-938719-26-8.
- Venners tödliche Träume. Mord am Bodensee. SWB, Stuttgart 2010, ISBN 978-3-938719-29-9.
- Bittersüßer Tod. Ein Bergstraßen-Krimi. SWB, Stuttgart 2010, ISBN 978-3-938719-88-6.
- Deutsches Reich 2014. Eine historische Fiktion. SWB, Stuttgart 2011, ISBN 978-3-938719-32-9.
- Tödliches Spiel. Ein Baden-Krimi. [Rien ne vas plus]. SWB, Stuttgart 2011, ISBN 978-3-938719-58-9.
- Operntod. Ein Ostalbkrimi. SWB, Stuttgart 2011, ISBN 978-3-942661-07-2.
- Die Affäre Mömpelgard. Die Abenteuer des Junkers Carl von Schack. Historischer Roman. Theiss, Stuttgart 2011, ISBN 978-3-8062-2579-2.
- Das geraubte Halsband der Franziska von Hohenheim. Die Abenteuer des Junkers Carl von Schack. Historischer Roman. Theiss, Stuttgart 2013, ISBN 978-3-8062-2731-4.
- Operation Mauerfall. Berlin 1962. [Ein Historien-Thriller]. SWB, Stuttgart 2013, ISBN 978-3-942661-50-8.
- Potsdamer Affäre. Kriminalroman. Gmeiner, Meßkirch 2013, ISBN 978-3-8392-1450-3.
- Im geheimen Auftrag der Zarin. Aus den Abenteuern des Junkers Carl von Schack. SWB, Stuttgart 2014, ISBN 978-3-944264-35-6.
- Walkürenritt. Roman SWB, Stuttgart 2014, ISBN 978-3-944264-44-8.
- Operation Sarajevo. Kriminalroman. [Am Vorabend des Ersten Weltkriegs]. Gmeiner, Meßkirch 2014, ISBN 978-3-8392-1624-8.
- Wer mordet, dichtet nicht. Ein Neckar-Alb-Krimi. SWB, Stuttgart 2015, ISBN 978-3-944264-72-1.
- Der Tod ist rot. Ein Stuttgart-Krimi. SWB, Stuttgart 2015, ISBN 978-3-944264-88-2.
- Banditen und Briganten. Die italienische Reise. Aus den Abenteuern des Junkers Carl von Schack. [Roman]. SWB, Stuttgart 2015, ISBN 978-3-944264-86-8.
- Abgründe der Macht. Historischer Roman. Gmeiner, Meßkirch 2015, ISBN 978-3-8392-1652-1.
- Im Banne der Revolution. SWB, Stuttgart 2016, ISBN 978-3-945769-41-6.
- Akte Verdun. Gmeiner Verlag. Meßkirch 2016, ISBN 978-3-8392-1975-1.
- Der Hitler-Code. SWB, Stuttgart 2017, ISBN 978-3-946686-43-9.
- Die Akte Lenin. SWB, Stuttgart 2018, ISBN 978-3-946686-44-6.
- Das China Projekt. SME, Stuttgart 2018, ISBN 978-3-946686-45-3.
- Sie ist weg. Der Prozess der Angela K. SME, Waiblingen 2019, ISBN 978-3-96438-977-0.
- Wenn der Führer wüsste... SME, Calw 2021, ISBN 978-3-96438-045-6.
- Von Wien nach Waterloo: aus den Abenteuern des Carl von Schack. Mackingerverlag, Bergheim 2022, ISBN 978-3-902964-48-9.
- Von Jena nach Leipzig - der Kampf um die Freiheit.Mackingerverlag, Bergheim 2023, ISBN 978-3-902964-53-3
- 1924: Der Fall Odin. Auf den Spuren der Schwarzen Reichswehr. Mackingerverlag, Bergheim 2024, ISBN 978-3-902964-64-9

### Sachbücher
Autor / Herausgeber
- Bildung, Ausbildung und Erziehung des Offizierkorps im deutschen Kaiserreich, 1871 bis 1918. Eliteideal, Anspruch und Wirklichkeit (= Europäische Hochschulschriften. Reihe 3. Geschichte und ihre Hilfswissenschaften. Band 416). Lang, Frankfurt am Main u. a. 1990, ISBN 3-631-42489-2.
- mit Hans-Martin Ottmer (Hrsg.): Ausgewählte Operationen und ihre militärhistorischen Grundlagen (= Operatives Denken und Handeln in deutschen Streitkräften. 4). Im Auftrag des Militärgeschichtlichen Forschungsamtes. Mittler, Herford u. a. 1993, ISBN 3-8132-0371-9.
- Wunderwerk Text: Literaturwettbewerb 2021. Mit Furch, Hannelore (Herausgeber) / Ostertag, Heiger (Herausgeber). Mackingerverlag 2021, 321 Seiten ISBN 978-3-902964-40-3
- Wunderwerk Text: Literaturwettbewerb 2022. Mit Furch, Hannelore (Herausgeber) / Ostertag, Heiger (Herausgeber). Mackingerverlag 2022, 234 Seiten ISBN 978-3-902964-46-5
- Wunderwerk Text: Literaturwettbewerb 2023. Ostertag, Heiger / Furch, Hannelore (Herausgeber). Mackingerverlag 2023, 263 Seiten ISBN 978-3-902964-55-7
- Wunderwerk Text: Literaturwettbewerb 2024. Ostertag, Heiger / Oberkampf, Uta (Herausgeber). Mackingerverlag 2024, 176 Seiten ISBN 978-3-902964-68-7
- Das Wort ergreifen / Geschichten von Mitgliedern der Gruppe 48. Mit Oberkampf, Uta (Herausgeber) / Ostertag, Heiger (Herausgeber). Mackingerverlag 2022, 217 Seiten ISBN 978-3-902964-47-2
- Aus gegebenem Anlass: auf der Flucht. Themenpreis der Gruppe 48 e. V. 2023. Mit Zinecker, Heidrun (Herausgeber)/Ostertag, Heiger (Herausgeber). Mackingerverlag 2023, 146 Seiten ISBN 978-3-902964-52-6
- Der Zukunft entgegen gehen. Heiger Ostertag/Herbert Mackinger (Herausgeber). Mackingerverlag 2024, ISBN 978-3-902964-54-0
- Die Welt erschreiben. Lyrisches von Mitgliedern der Gruppe 48: Ostertag, Heiger / Oberkampf, Uta (Herausgeber). Mackingerverlag 2023, ISBN 978-3-902964-58-8
- Das Leben wagen – die Zeit befragen. Texte von Mitgliedern der Gruppe 48. 2024 Ostertag, Heiger / Oberkampf, Uta (Herausgeber). Mackingerverlag 2024, ISBN 978-3-902964-67-0

### Mitarbeit
- Bernhard R. Kroener (Hrsg.): Potsdam. Staat, Armee, Residenz. Ullstein, Propyläen, Berlin / Frankfurt am Main u. a. 1993, ISBN 3-549-05328-2.
- Karl-Volker Neugebauer (Hrsg.): Grundzüge der deutschen Militärgeschichte. Band 2: Arbeits- und Quellenbuch. Rombach, Freiburg im Breisgau 1993, ISBN 3-7930-0662-6.